# Grünhufe (Stralsund)
Grünhufe ist ein Stadtgebiet im Westen von Stralsund. Es ist unterteilt in die Stadtteile Stadtkoppel, Vogelsang, Grünthal-Viermorgen und Freienlande. Im Jahr 2022 lebten hier 6.424 Menschen.

OSM-Karte des Stadtgebiets Grünhufe (2023)

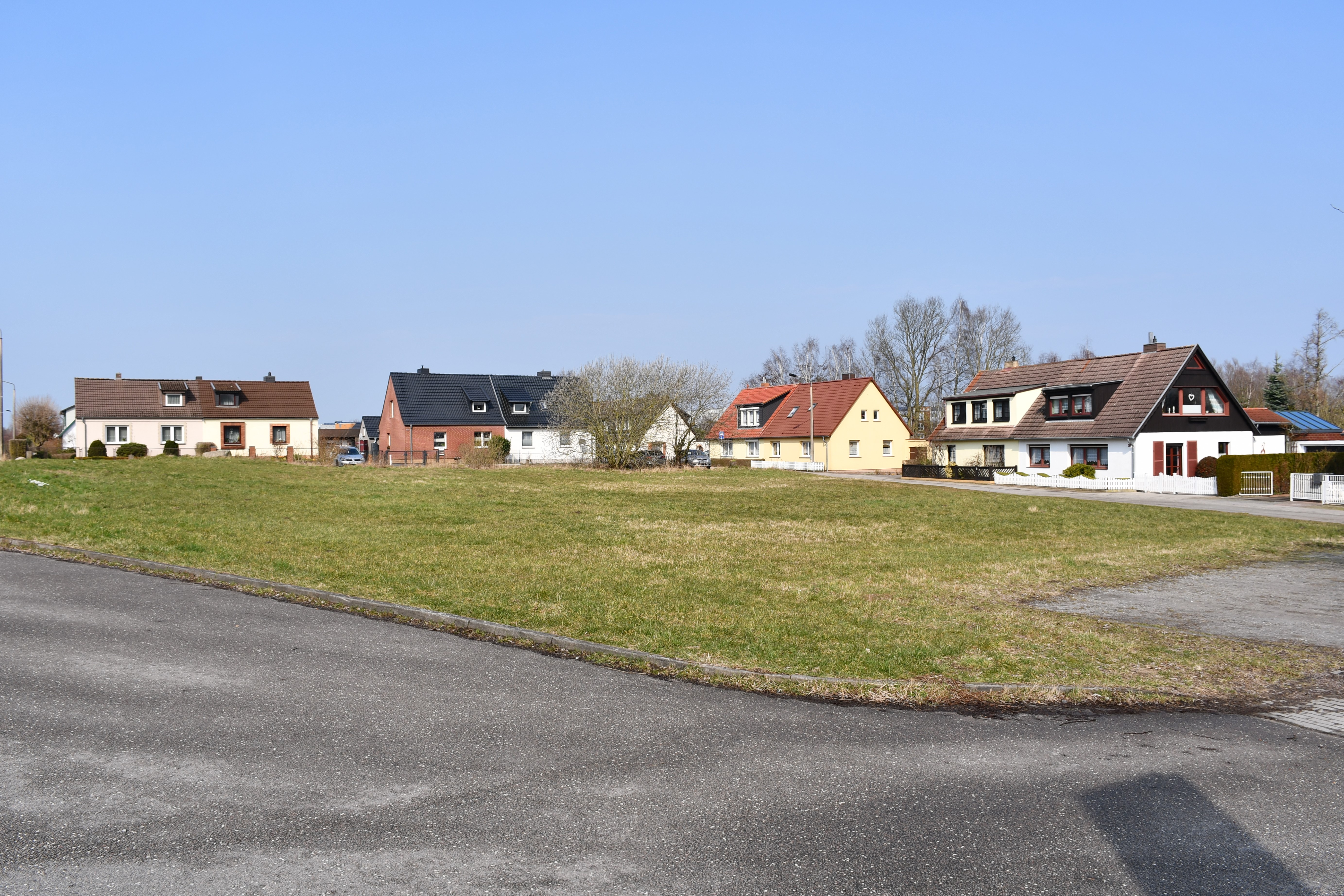
Der alte Dorfkern (2023)

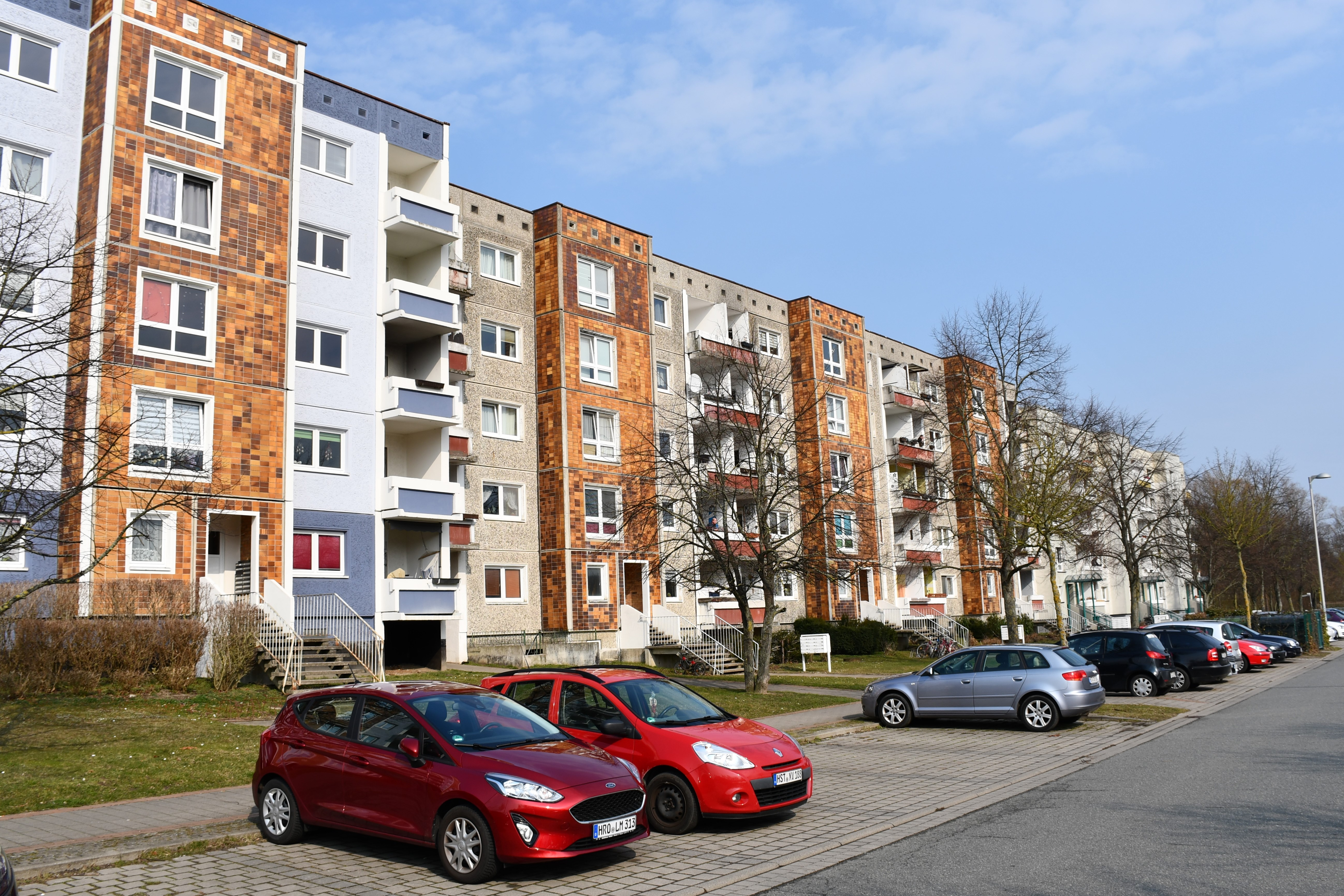
In der Carl-F.-Goerdeler-Straße (2023)

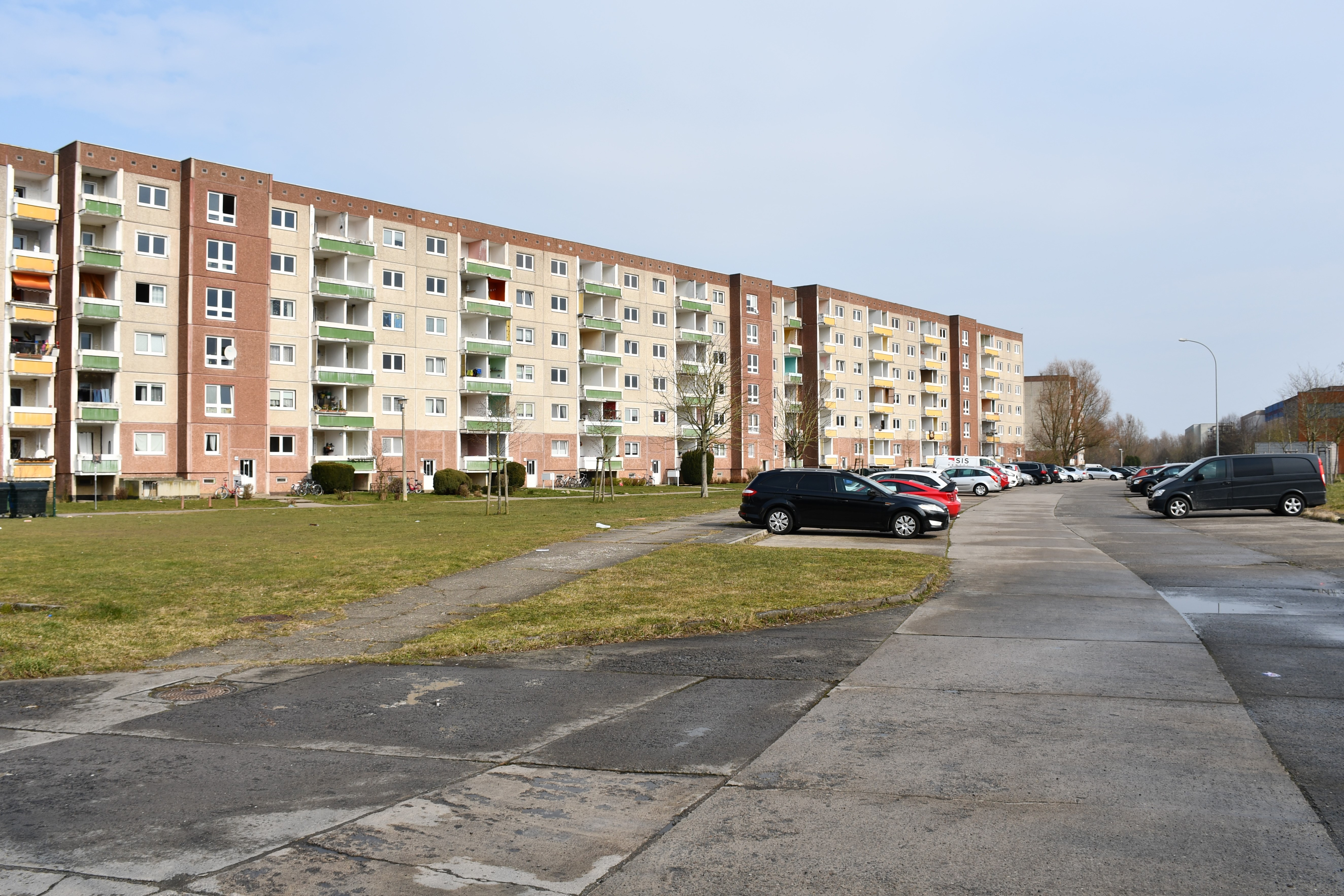
In der Vogelsangstraße (2023)

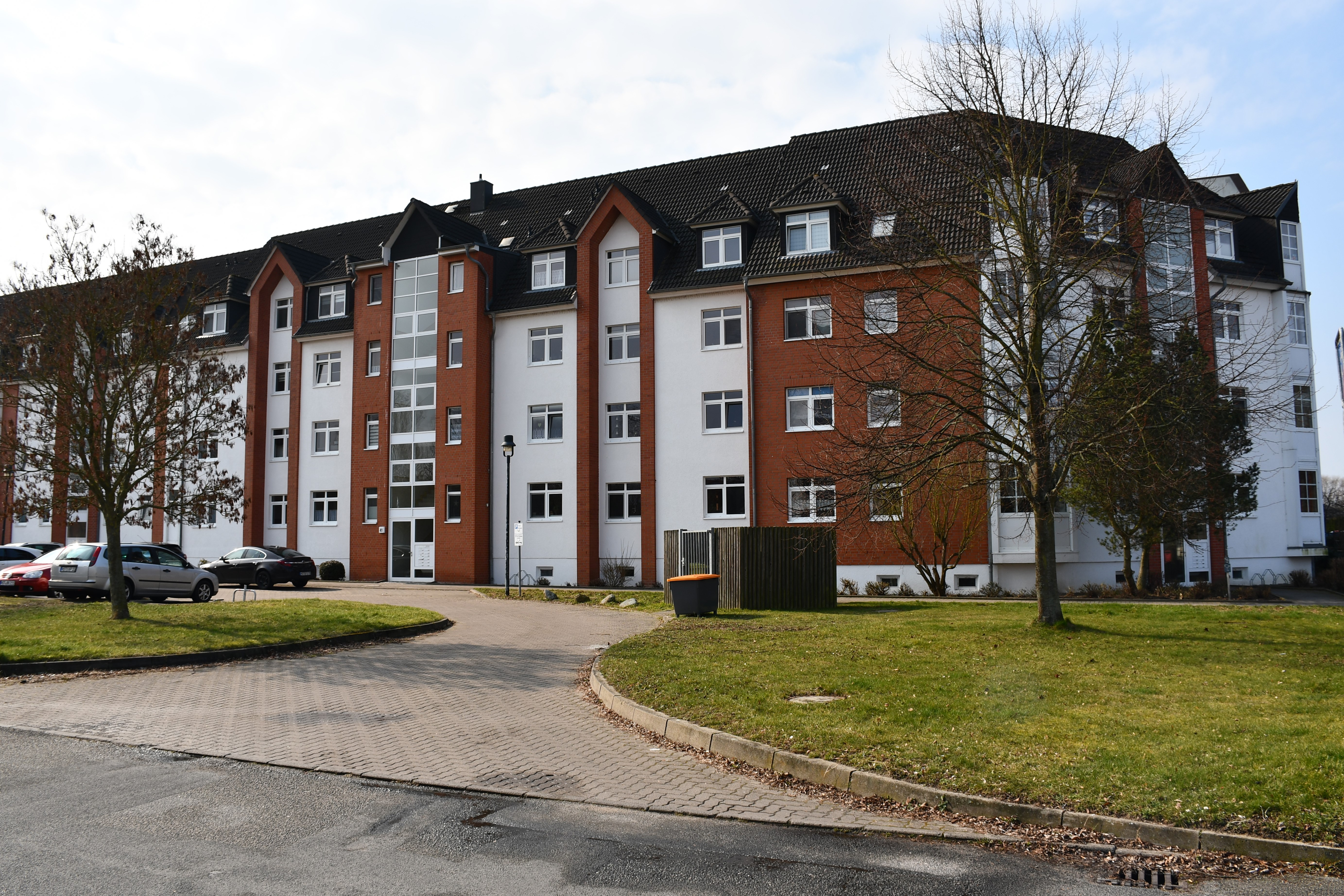
Im Kieler Ring (2023)

## Geschichte
Die heutigen Stadtteile Stadtkoppel und Freienlande waren zunächst Gutshöfe, das Gelände der Stadtkoppel war seit 1888 im Besitz der Stadt Stralsund. Die Güter Freienlande, Grünhufe und Grünthal befanden sich im Jahr 1896 im Besitz der Stadt Stralsund. Im Jahr 1928 wurde der 405 Hektar umfassende Gutsbezirk Grünhufe dem Stadtkreis Stralsund eingemeindet.
Die Stadtteile Vogelsang und Grünthal-Viermorgen wurden in den 1980er Jahren planmäßig angelegt. Es entstanden Wohnungen in Plattenbauweise. Am 6. Oktober 1980 wurde in Anwesenheit des Oberbürgermeisters von Stralsund, Horst Lehmann, der Grundstein gelegt für den Stadtteil Grünhufe, der auf ehemaligen Ackerflächen entstand. In dem neuen Wohngebiet sollten 8.000 Wohnungen für 25.000 Einwohner entstehen. Bis Ende 1985 war der Bau von 4.375 Wohnungen, drei Polytechnischen Oberschulen (POS), vier Kindertagesstätten und einer Turnhalle geplant. Die Entwürfe dafür stammten vom Büro für Städtebau Rostock, Brigade Stralsund. Am 7. April 1981 wurde die erste Platte für einen Wohnblock der Wohngruppe Grünthal montiert. Die ersten Wohnungen in Grünhufe wurden am 23. November 1981 in der Kurt-Bürger-Straße (heutige Carl.-F.-Goerdeler-Straße) übergeben. Im Mai 1982 wurde die POS Grundstufe I eröffnet, die ab 1984 den Namen „Lenin-Oberschule“ trug. Zu Beginn des Jahres 1987 waren etwa 2.300 Wohnungen fertiggestellt.
Ab Juni 1989 wurde die am 24. März 1991 geweihte Auferstehungskirche errichtet.

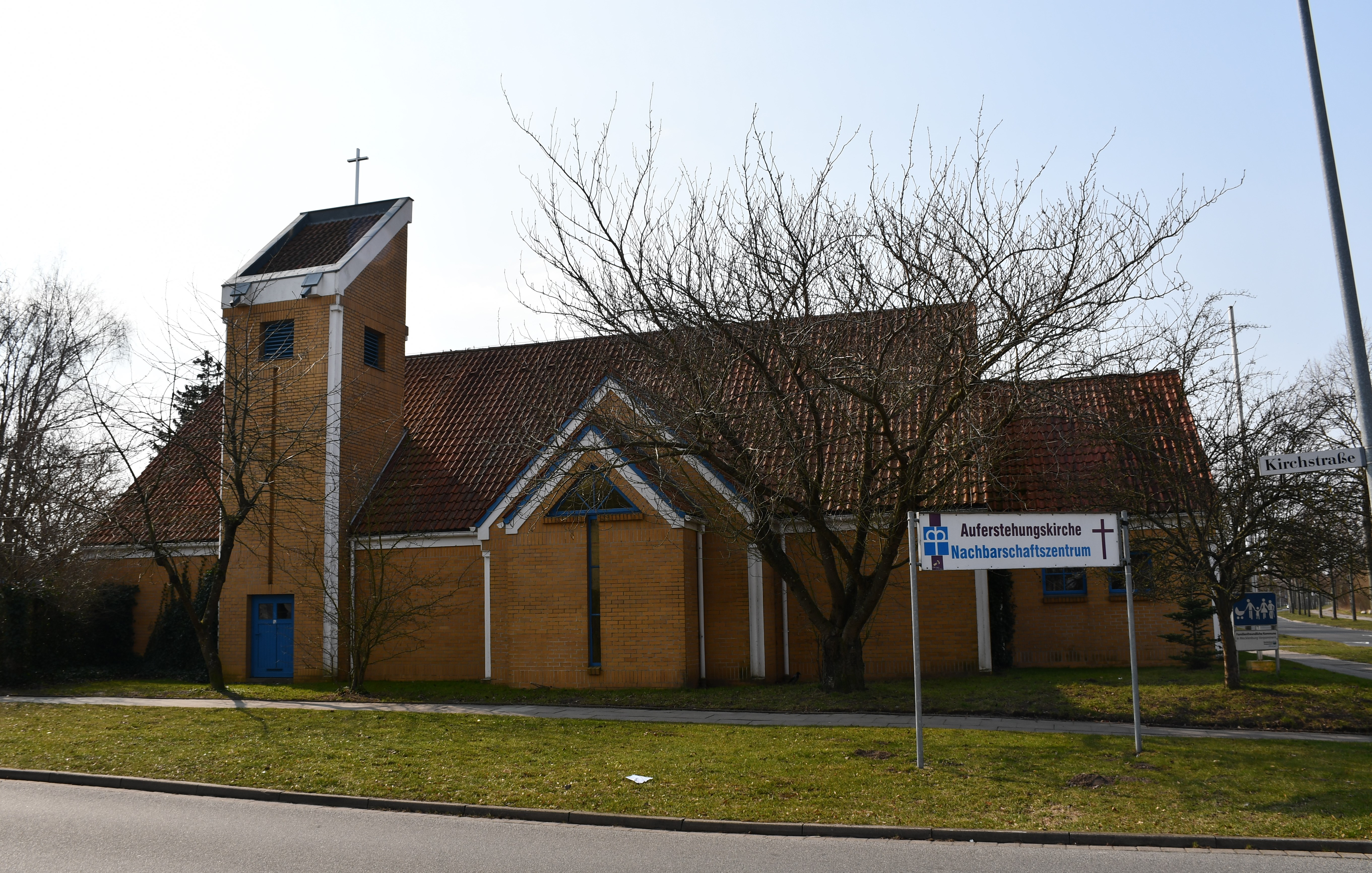
Die Auferstehungskirche (2023)

Im Rahmen des Integrierten Stadtentwicklungskonzeptes (ISEK) wurden umfangreiche Gestaltungen des Wohnumfeldes in den "Neubaugebieten" vorgenommen. Durch gezielten Wohnungsrückbau wurde die Bebauung aufgelockert. Ab 1995 wurden zahlreiche Einfamilienhäuser im Stadtteil Viermorgen errichtet. Nach den Rückbaurichtlinien Stadtumbau Ost wurden ca. 600 Wohneinheiten zurückgebaut.
Das Stadtgebiet Grünhufe wurde 1999 in das Programm Stadtteile mit besonderem Entwicklungsbedarf – Soziale Stadt aufgenommen; Ziele sind die Stärkung der der sozialen Infrastruktur sowie die Erhöhung des Wohnwertes durch Aufwertungsmaßnahmen zur Verbesserung des Wohnumfeldes.
Die Deutschen Bahn legte im Jahr 2001 einen Haltepunkt in Grünhufe an der Rostocker Chaussee an.
Im Jahr 2018 gaben 27,7 Prozent der 6.565 Grünhufer Bürger an, sich „eher unsicher“ in ihrem Stadtteil zu fühlen, 8,5 Prozent „sehr unsicher“. Tatsächlich stand Grünhufe auf Platz fünf der acht Stadtgebiete, bei sinkender Kriminalität.

## Einwohnerentwicklung
Nach 1989 verlor Stralsund etwa ein Fünftel seiner Bevölkerung, überwiegend durch Abwanderung.
Von 1992 bis 2003 gab es einen kontinuierlichen Rückgang der Einwohnerzahlen in Vogelsang von 48,9 %. In Grünthal-Viermorgen gab es einen Zuwachs von 11 %, in Stadtkoppel von 6 %. Zwischen 1999 und 2013 betrug der Einwohnerrückgang in Grünhufe insgesamt 26,8 % (2.256 Einwohner). Im Jahr 2022 war Grünhufe das Stralsunder Stadtgebiet, das am meisten Einwohner hinzugewann.
| Jahr | Grünhufe (gesamt) | Stadtkoppel | Vogelsang | Grünthal- Viermorgen | Freienlande | Stralsund (gesamt) |
| ---- | ----------------- | ----------- | --------- | -------------------- | ----------- | ------------------ |
| 1992 | 9.715             | 295         | 6.367     | 3.016                | 37          | 70.851             |
| 1996 | 9.355             | 321         | 5.556     | 3.400                | 78          | 63.860             |
| 2000 | 7.982             | 324         | 4.355     | 3.228                | 75          | 60.135             |
| 2004 | 6.920             | 293         | 3.151     | 3.400                | 76          | 58.283             |
| 2008 | 6.388             | 292         | 2.545     | 3.471                | 80          | 57.081             |
| 2012 | 6.235             | 320         | 2.316     | 3.528                | 71          | 57.415             |
| 2016 | 6.519             | 318         | 2.553     | 3.579                | 69          | 59.139             |
| 2020 | 6.217             | 357         | 2.326     | 3.456                | 78          | 59.290             |

## Verkehr

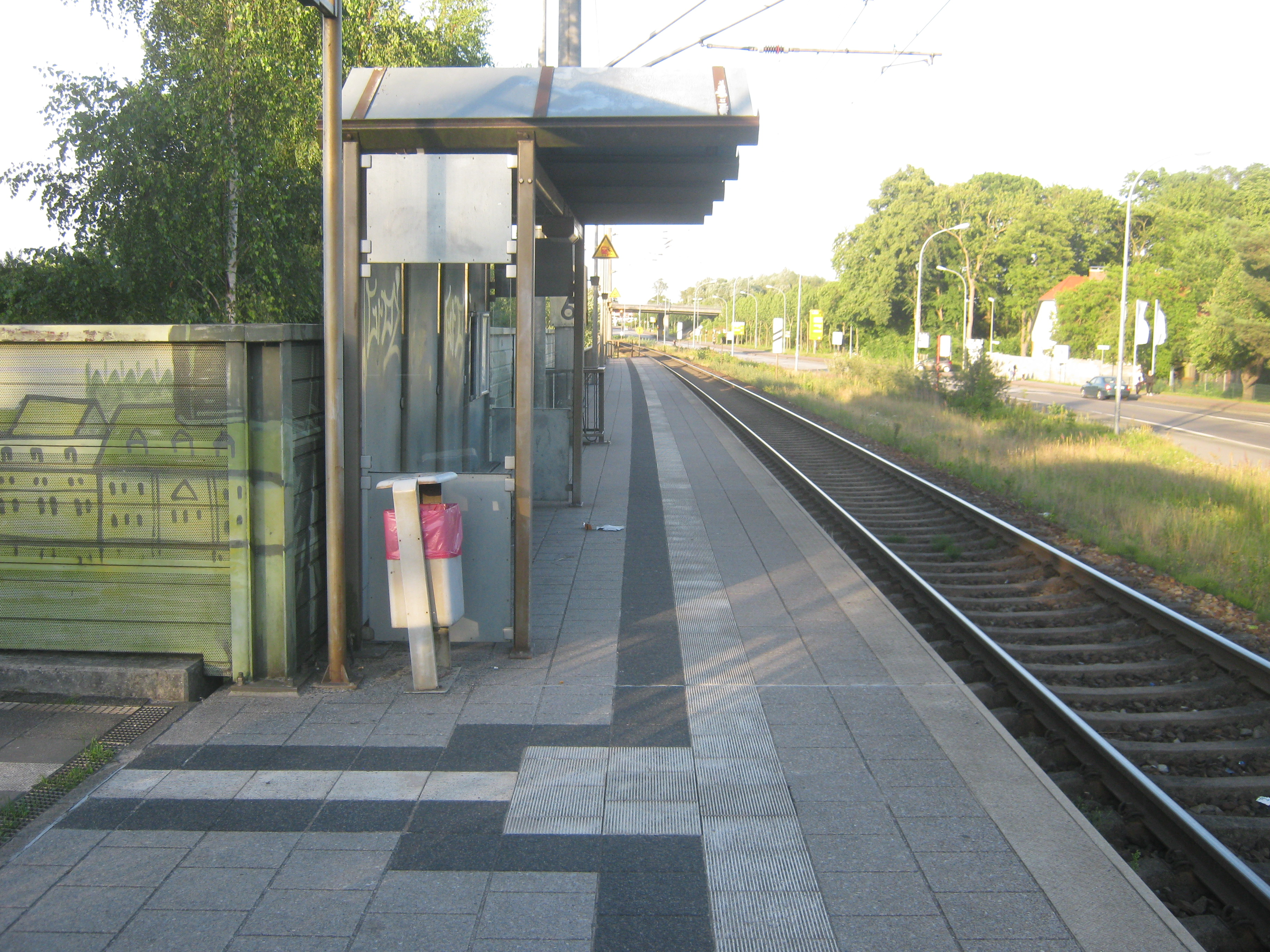
Haltepunkt Stralsund-Grünhufe (2022)

Das Stadtgebiet ist an den öffentlichen Nahverkehr angeschlossen, der von der Verkehrsgesellschaft Vorpommern-Rügen betrieben wird. Die Deutsche Bahn unterhält den Haltepunkt  „Stralsund-Grünhufe“ an der Rostocker Chaussee.
Der Grünhufer Bogen, der im Stadtgebiet Knieper in den Heinrich-Heine-Ring übergeht, sowie die Barther Straße sind die Verkehrsachsen des Stadtgebiets.

## Einrichtungen
Das kreisdiakonische Werk betreibt in der Auferstehungskirche ein Nachbarschaftszentrum (bis 2005: Jugendkirche).
Der Zoo Stralsund befindet sich auf einem Gelände am Stadtwald, zwischen Grünhufer Bogen und Barther Straße.
Das Paul-Greifzu-Stadion liegt an der Barther Straße im Stadtteil Stadtkoppel.
Ein Fachgymnasium mit Berufsschule steht im Stadtteil Grünthal-Viermorgen, hier soll (Stand 2023) zusätzlich ein Berufsschulcampus mit einer Gesamtfläche von ca. 30.800 m² errichtet werden. Im Stadtteil Grünthal befindet sich eine integrierte Gesamtschule.

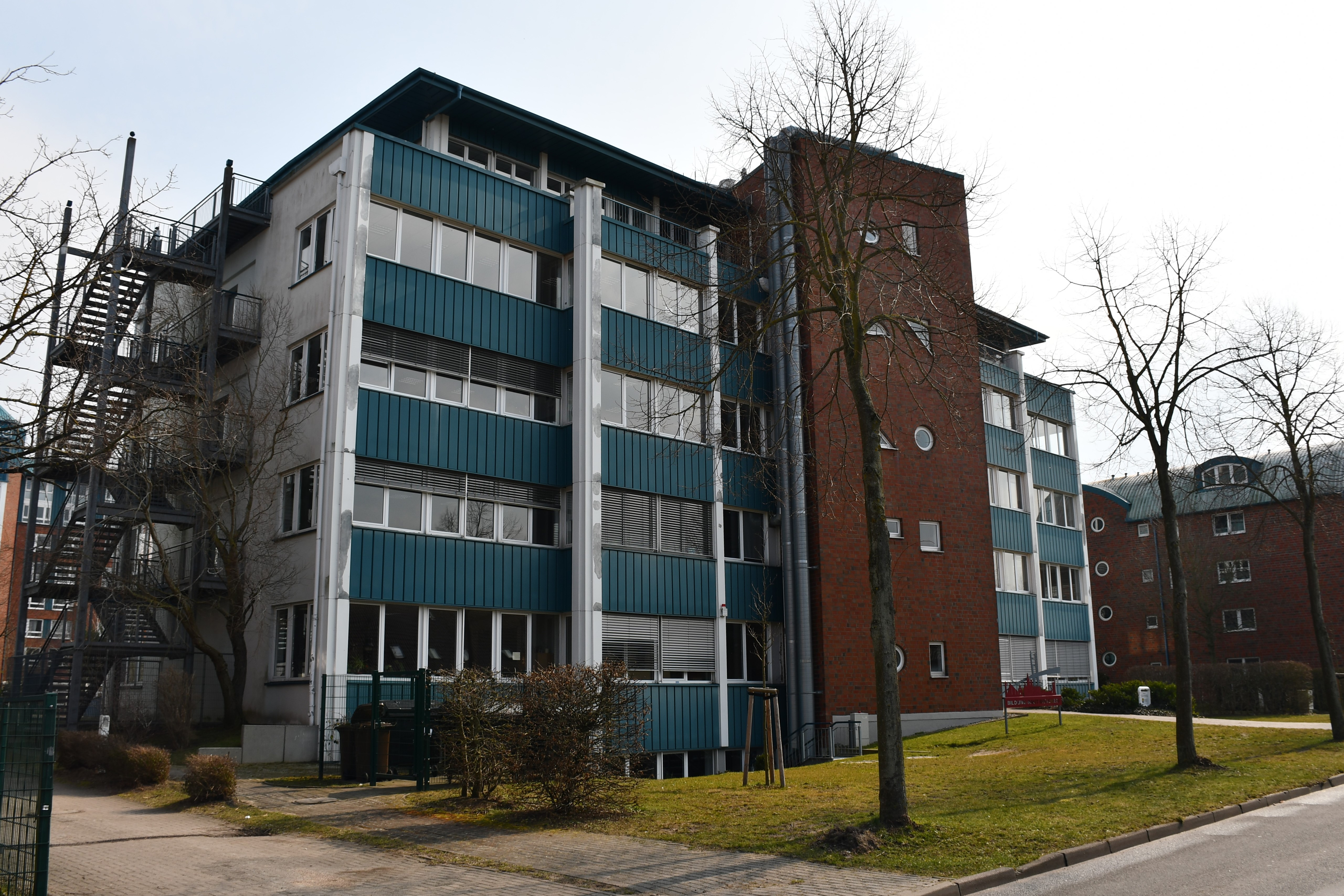
Das Fachgymnasium (2023)

## Sport
- MC Nordstern Stralsund
- Paul-Greifzu-Stadion
- WSG Grünhufe Stralsund
- Skatepark Stralsund

## Kulturelle Rezeption
Der Stadtteil Grünhufe spielt eine Rolle im Roman „Erst wenn du tot bist“ (2016) von Katharina Höftmann.